# Stenolpiodes gracillimus
Genre
Espèce
Stenolpiodes gracillimus, unique représentant du genre Stenolpiodes, est une espèce de pseudoscorpions de la famille des Hesperolpiidae.

## Distribution
Cette espèce est endémique du Pérou. Elle se rencontre dans la région de La Libertad et la région de Cuzco.

## Publication originale
- Beier, 1959 : Zur Kenntnis der Pseudoscorpioniden-Fauna des Andengebietes. Beiträge zur Neotropischen Fauna, vol. 1, p. 185-228.